# Токмаджян, Оганес Вачеевич
Оганес Вачеевич Токмаджян (арм. Հովհաննես Թոքմաջյան; род. 7 ноября 1956, Ереван) — армянский политический и государственный деятель, доктор технических наук (Санкт-Петербург, 1991), профессор (Москва, 1994).

## Биография
- 1973—1978 — Ереванского политехнического институт. Инженер-гидротехник[1]
- 1978—1993 — Ереванского политехнического институт. ассистент, старший научный сотрудник, доцент, руководитель молодёжного научно-технического творческого центра
- 1993—1995 — директор Института водных проблем и гидротехники
- 1995—1996 — начальник управления водного хозяйства Министерства сельского хозяйства РА
- 1995—1999 — депутат Национального собрания РА
- 2000—2006 — председатель совета Института водных проблем и гидротехники, председатель Армянского национального общества гидротехнических исследований, а также председатель ряда специализированных советов
- 2006—2014 — ректор Ереванского государственного университета архитектуры и строительства
- 2014—2015 — ректор Государственного инженерного университета Армении.
- В 2013 — избран действительным членом Академии энергетики Грузии
- 2013 — 2018 Член Совета старейшин Еревана.
- В 2014 — избран действительным членом Международной инженерной академии
- С 2009 — Президент Ассоциации выпускников Вузов России в Армении[2]
- С 2013 года — избран членом Союза журналистов Армении
- С 2016 — 2021 — ректор Шушинского технологического университета
- С 2021 — Председатель попечительского совета Шушинского технологического университета

## Трудовой опыт
- 2005—2006 гг. — Научный руководитель группы по разработке Национальной программы воды РА
- 2003 г. — Руководитель группы по разработке базы законодательных актов для поддержки и развития кондоминиумов в рамках «Программы развития общин» Всемирного банка
- 2001—2003 гг. — Научный руководитель рабочей группы по реформам водной сферы РА
- 2001—2002 гг. — Советник АОП Восстановления оросительных систем РА по вопросам реформ водного законодательства
- 2001—2002 гг. — Научный советник «Проекта второй ступени водоканалов оросительной системы Талина, Ширака и Октемберяна»(по заказу АОП Восстановления оросительных систем РА)
- 2001—2002 гг. — Научный советник по проведению «Модельных исследований узла ПК 52+97 Котайкского водоканала»
- 2001—2002 гг. — Научный руководитель работы «Исследования аварийных водоспусков 23-х плотин»
- 1983 г. — Исполнитель «Проекта аварийного режима водоотвода Зангезурского хвостохранилища»

## Награды
- Награждён медалью «Вачаган Благочестивый»
- Благодарность Президента Российской Федерации (1 марта 2013 года, Россия) — вклад в укрепление российско-армянских научных и культурных связей, сохранение и популяризацию русского языка в Республике Армения[3][4]
- Благодарность Премьер-министра Армении
- Награждён золотой памятной медалью Фритьоф Нансена
- Заслуженный доктор Ростовского Государственного Строительного Университета[5]
- Лауреат Премии Ленинского комсомола Армении.